# Тупик (Вологодская область)
Тупик — посёлок в Бабаевском районе Вологодской области.
Входит в состав Тороповского сельского поселения, с точки зрения административно-территориального деления — в Тороповский сельсовет.
Расстояние по автодороге до районного центра Бабаево составляет 28 км, до центра муниципального образования деревни Торопово — 2 км. Ближайшие населённые пункты — Вантеево, Ворохобино, Старый Завод, Тешемля, Тешемля, Токарево.
Население по данным переписи 2002 года — 19 человек.